# Територіальність
Територіальність (лат. territoria — земельний простір) — основна форма використання території або акваторії особинами того чи іншого виду тварин і рослин.
Потрібно розрізняти планктонну територіальність, властиву мікроорганізмам, що перебувають у зваженому (одноклітинні організми) стані; стабільну територіальність нерухомих організмів (рослини і сидячі тварини); осілу територіальність рухомих тварин (не контролюючих свою територію, яка може частково перекривати території сусідніх сімей або груп тварин), випадки, коли тварини строго охороняють свою територію, хоча б у періоди розмноження; номадну територіальність кочівних тварин (охороняють свою територію тільки в період розмноження і охороняють всю територію випасу або полювання). Територіальність, особливо осіла і номадна, має велике значення для регуляції  чисельності організмів.
Думка про те, що тварини захищають територію, яку вони використовують для виведення потомства, пошуку їжі або спаровування, була вперше висловлена маловідомим англійським орнітологом по імені Генрі Еліот Говард (Henry Eliot Howard). Вивчивши безліч різних видів птахів, він помітив, що самці деяких видів, влаштувавшись в якомусь місці, виганяли з цих ділянок інших самців цього виду, коли вони туди забрідали. Він також зауважив, що ці ділянки залучали самок цього виду і що там відбувалося спаровування і гніздування. З часу цього відкриття явище територіальності було відзначено у багатьох видів. Пара, яка закріпила за собою територію (Говард ввів цей термін в словник  поведінки тварин в 1920-і роки), має більше шансів знайти собі достатню кількість їжі і може спокійно робити все необхідне для виведення потомства.
Територіальність у різних видів проявляються по-різному. Одні використовують територію для спаровування, виведення потомства, а також добування їжі, інші — для спаровування і виведення потомства, добування ж їжі ведеться на території угруповання), треті — тільки для спаровування.
Межі територій можуть бути непомітні для нас, людей, але вони чітко розпізнаються тваринами, які їх встановлюють. У нормі самці захищають свої кордони від вторгнень інших самців, хоча територіальні сутички рідко переходять у боротьбу не на життя, а на смерть. Схоже, це правило діє для всіх — від птахів до риб: як тільки межі встановлені, самцям на чужу територію ходу немає.
Крім територіальності важливу роль у регуляції чисельності та просторового розподілу тварин відіграють механізми  групової поведінки, в основі якої лежать принципи соціального домінування. Оскільки харчові об'єкти в природі найчастіше розподілені локально і вимагають певних зусиль на їх пошук, годування в складі групи виявляється ефективнішим, ніж поодинці. При нестачі їжі низькорангові особини витісняються з групи, покидають ділянка перебування цієї групи і переселяються в менш придатні для проживання місця.
У цілій низці досліджень було показано, що соціальні механізми регулювання чисельності тварин діють не завжди, а лише в тому випадку, коли щільність населення досягає критичного значення. Наприклад, у деяких видів тварин існує багаторічна циклічна динаміка чисельності. Спостереження за поведінкою білих куріпок (Lagopus lagopus) в тундрі північно-східній Якутії показали, що чисельність цих птахів коливається з правильною періодичністю. У роки максимальної чисельності щільність гніздування куріпок в оптимальних біотопах досягає 45 пар на 1 км2. Відповідно розмір охоронюваних самцями територій становить 2,3 га. У наступні роки при зниженні чисельності популяції розмір індивідуальних ділянок самців куріпок в тих же місцях проживання збільшується в 2-3 рази. Візуальні спостереження і результати експериментів по видаленню птахів з гніздових територій показали, що навіть в оптимальних біотопах щільність гніздування куріпок обмежується за допомогою територіальної поведінки тільки в період їх найбільшої чисельності. В інші фази циклу територіальні механізми обмеження щільності гніздування куріпок в тундрі не діють (Andreev, 1988).

## Механізми встановлення розміру територій
В основі більшості моделей територіальності лежить так званий принцип економічності територіальної поведінки, висловлений вперше Дж. Брауном (Brown, 1964). Згідно з цим принципом, територіальність доцільна лише в тому випадку, якщо вигода, одержувана від охорони території, перевищує витрати на її охорону. Вивчення механізмів регуляції чисельності нектароядних птахів показало, що територіальність у них виникає тільки при певній щільності харчових об'єктів. У міру збільшення або, навпаки, зниження достатку їжі охорона території в якийсь момент стає невигідною і птахи залишають свої ділянки (Gill, Wolf, 1975).

## Алегоричне застосування терміна
Вираз англ. stamping ground (від англ. Stamp «бити копитом») — «притулок» (наприклад, говорять «I'm glad to be back in my old stamping ground» «Я щасливий повернутися в своє пристановище») — походить від поведінки копитних, таких як олені або деякі види антилоп. Самці цих тварин під час сезону парування, зайнявши територію, б'ють копитом, повідомляючи про це самкам.

## Ресурси Інтернету
- Територіальність // Словник-довідник з екології : навч.-метод. посіб. / уклад. О. Г. Лановенко, О. О. Остапішина. — Херсон : ПП Вишемирський В. С., 2013. — С. 173-174.
- Перенаселення